# Shower Posse
La Shower Posse (« le gang de la douche ») est un gang jamaïcain impliqué dans le trafic de drogue et la contrebande d'armes. Sa base est à l'origine à Tivoli Gardens, quartier situé au sud de Kingston en Jamaïque, mais il exerce ses activités principalement à New York, dans le New Jersey et en Pennsylvanie, où il est l'un des gangs les plus puissants. 

## Historique
Le Shower Posse est fondé dans les années 1970 pour soutenir le Parti travailliste de Jamaïque, avec lequel il entretient des liens étroits. Il existe différentes explications sur l'origine de ce nom. Une vient des promesses que faisaient les politiciens d'arroser (de doucher) leurs partisans de cadeaux. Une autre fait référence à la pluie de balles avec laquelle ils arroseraient leurs adversaires. 
En échange de son soutien au JLP, le Shower Posse obtient des emplois à redistribuer aux habitants, des armes, et une protection devant la justice jamaïcaine. Le groupe s’est également tourné vers le trafic de drogue tout en développant, grâce aux visas qu’il obtient facilement, ses réseaux aux États-Unis et au Royaume-Uni. En outre, Christopher Coke est actionnaire de plusieurs entreprises de construction qui ont bénéficié d’importants contrats publics sous l’administration du JLP depuis 2007. Aux États-Unis, une succursale fondée par Vivian Blake avait un rôle prédominant dans le commerce de la drogue à New York. Le gang a également une forte présence à Toronto, au Canada.

## Les émeutes de 2010 à Kingston
En 2009, les États-Unis ont commencé à exiger que Christopher Coke, l'actuel leader de la Shower Posse soit extradé vers New York, où il devrait faire face à des accusations de trafic de drogue et d'armes,. Le Premier ministre de la Jamaïque, Bruce Golding, qui est lui-même élu de la circonscription de Tivoli Gardens et que l'opposition considère comme un ancien « client » de Coke, s'est d'abord interrogé sur la légalité de la demande, faisant valoir que des écoutes téléphoniques sans mandat avaient été utilisées pour recueillir des informations sur Coke. Cependant, il finit par céder, et le 17 mai 2010, un mandat d'arrêt a été délivré contre Coke, conduisant à des émeutes à Kingston, et en particulier dans le quartier des jardins de Tivoli, qui ont fait 76 morts et qui n'ont peut-être pas permis son arrestation.